# C/2018 N2 ASASSN
C/2018 N2 ASASSN è una cometa non periodica con orbita iperbolica scoperta il 7 luglio 2018 dal programma di ricerca astronomica ASASSN.